# Pegomya longiseta
Pegomya longiseta este o specie de muște din genul Pegomya, familia Anthomyiidae. A fost descrisă pentru prima dată de Karl în anul 1943.
Este endemică în Poland. Conform Catalogue of Life specia Pegomya longiseta nu are subspecii cunoscute.